# 退院制限
退院制限（たいいんせいげん）とは、精神科に任意入院中の患者が退院を申し出た場合において、精神保健指定医の診察により、医療及び保護のために入院の継続を要することが認められた場合、精神科病院の管理者が、その患者を72時間を限って退院させないことができる制度（精神保健福祉法第22条の3第3項）。
72時間が経過したら退院させなければならないが、その間に医療保護入院や措置入院に変更された場合は、退院させる必要はなくなる。退院制限の制度があることで、任意入院には、強制入院の側面があるとされる。